# Cryptophiale manifesta
Cryptophiale manifesta är en svampart som beskrevs av B. Sutton & Hodges 1976. Cryptophiale manifesta ingår i släktet Cryptophiale, divisionen sporsäcksvampar och riket svampar.   Inga underarter finns listade i Catalogue of Life.